# (17181) 1999 UM3
1999 يو أم 3 (ويعرف أيضًا باسم (17181) 1999 يو أم 3 وفق تسمية الكوكب الصغير) (بالإنجليزية: 1999 UM3)‏ هو كويكب ضمن حزام الكويكبات؛ وترتيبه 17181 من حيث الاكتشاف.
اكتُشف هذا الجُرم الفلكي بواسطة بحث لنكولن عن الكويكبات القريبة من الأرض في 19 أكتوبر 1999.

## وصلات خارجية
- (17181) 1999 UM3 في قاعدة بيانات مختبر الدفع النفاث لأجرام النظام الشمسي الصغيرة

- الاكتشاف · مخطط المدار ·  العناصر المدارية · المعلمات المادية

- (17181) 1999 UM3 على موقع ويكي سكاي: DSS2, SDSS, GALEX, IRAS, Hydrogen α, X-Ray, Astrophoto, Sky Map, Articles and images